# Punta de Manabique
Punta de Manabique är en udde i Guatemala.   Den ligger i departementet Departamento de Izabal, i den östra delen av landet, 250 km nordost om huvudstaden Guatemala City. Arean är 1 299 kvadratkilometer.
Terrängen inåt land är mycket platt. Havet är nära Punta de Manabique västerut.  Närmaste större samhälle är Lívingston, 18,4 km sydväst om Punta de Manabique. 